# Lotte Backes

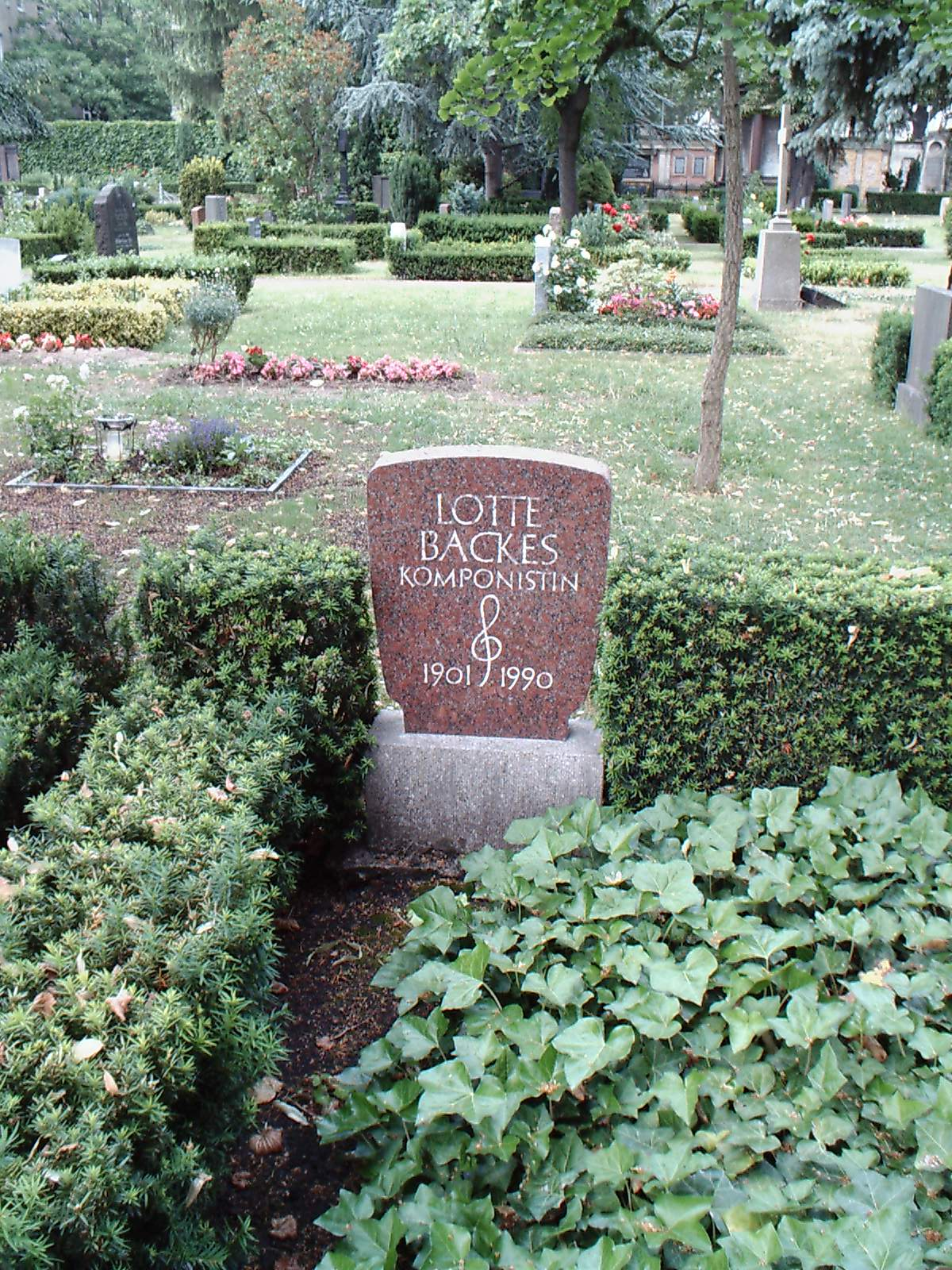
Letzte Ruhestätte auf dem Alten 12-Apostel-Friedhof in der Kolonnenstraße, Berlin-Schöneberg

Lotte Backes (* 2. Mai 1901 in Köln; † 12. Mai 1990 in Berlin) war eine deutsche Pianistin, Organistin und Komponistin.

## Leben
Lotte Backes studierte Klavier von 1915 bis 1917 in Straßburg und von 1918 bis 1922 in Düsseldorf. Anschließend konzertierte sie in Deutschland und international als Pianistin. Von 1931 bis zu ihrem Tod 1990 lebte sie in Berlin, wo sie mit Hilfe eines Stipendiums von 1935 bis 1938 Komposition an der Preußischen Akademie der Künste bei Georg Schumann und Max Trapp studierte. 1945, Ende des Krieges, verbrannte der Hauptteil ihres kompositorischen Werkes in ihrer Wohnung, wozu u. a. zwei Opern, ein Oratorium und eine Sinfonie gehörten. Sie musste sich danach als Komponistin neu orientieren. Viele ihrer nach dem Krieg entstandenen Kompositionen wurden gedruckt bei: Bote & Bock Berlin, Deutscher Verlag für Musik Leipzig, Heinrichshofen Verlag Wilhelmshaven und Sirius Verlag. Lotte Backes Nachlass befindet sich in der Deutschen Staatsbibliothek Berlin.
Für ihre kompositorische Leistung wurde sie 1982 mit dem Bundesverdienstkreuz ausgezeichnet.

### Konzertmitschnitt
Im Jahr 1976 fanden in drei West-Berliner Kirchen Konzerte mit Werken von Lotte Backes statt, gespielt von den Organisten Heinz Lohmann, Feliks Rączkowski und Helmut Plattner. Davon erschien ein Konzertmitschnitt auf Schallplatte: Schallplatten-Vertrieb Berlin BSW 305, 1977.